# 约瑟夫·恩格
约瑟夫·亨利·恩格（Joseph Henry Engle，1932年8月26日—2024年7月10日）曾是一位美国国家航空航天局的宇航员，执行过以及任务。